# Arbetsvandringar
Arbetsvandringar betecknar färder som vissa människor företog till främmande orter för att där under kortare eller längre tid arbeta och skaffa sig inkomster som inte kunde erhållas på hemorten. Sådana vandringar gjordes av bland andra dalkarlar och dalkullor till Stockholm och trakten däromkring, av smålänningar till Svealand och Norrland samt av värmlänningar till olika delar av landet. Även till utlandet gick dessa färder, från Västsverige till Norge, från Sydsverige till Danmark och Tyskland.
Dalkarlarnas arbete som utfördes säsongvis på främmande orter kallades också för herrarbeten.
De säsongsvisa arbetsvandringarna avtog successivt i början av 1900-talet, när bland annat fattigdomen minskade och maskinerna tog över i jordbruket.